# پل برمر
لوئیس پل برمر سوم (زاده ۳۰ سپتامبر ۱۹۴۱) دیپلماتی آمریکایی است. او بیش از هر چیز به دلیل ریاست بر حکومت ائتلاف موقت عراق پس از حملهٔ ایالات متحده به این کشور در سال ۲۰۰۳ مشهور است. او از ۲۱ اردیبهشت ۱۳۸۲ تا ۸ تیر ۱۳۸۳ (۱۱ مه ۲۰۰۳ تا ۲۸ ژوئن ۲۰۰۴) به عنوان رئیس کشور در عراق حضور داشت.

## حاکم غیرنظامی ارشد عراق
جرج بوش، برمر را در روز نهم مه ۲۰۰۳ به عنوان نمایندهٔ ریاست جمهوری در عراق منصوب کرد. او دو روز بعد جانشین سپهبد جی گارنر شد که مدیر دفتر بازسازی و کمک‌های انسان‌دوستانه بود. در ماه ژوئن این دفتر به حکومت ائتلاف موقت تبدیل شد و برمر رئیس اجرایی این حکومت گردید.

## دستورات حکومتی
برمر به عنوان حاکم غیرنظامی ارشد عراق چند دستور حکومتی صادر کرد. از میان مهم‌ترین آن‌ها می‌توان به دستور شمارهٔ یک اشاره کرد که طبق آن مشارکت اعضای حزب بعث عراق در حکومت ممنوع اعلام شد. وی در دستور دوم ارتش عراق را منحل اعلام کرد.
برمر در ۲۲ تیر ۱۳۸۲ مجوز تشکیل شورای حکومتی عراق را صادر کرد تا «از نمایندگی تمام مردم عراق اطمینان یابد.» او اعضای این شورا را از میان گروه‌ها و افرادی انتخاب کرد که از حملهٔ آمریکا به عراق حمایت کرده بودند. با این حال برمر حق وتو را در مورد تصمیمات این شورا برای خود حفظ کرد.

## ترک عراق
در روز ۸ تیر ۱۳۸۳ ساعت ۱۰:۲۶ صبح (به وقت محلی) حکومت ائتلاف موقت دو روز پیش از موعد مقرر، به طور رسمی سلطهٔ خود بر سرزمین عراق را به حکومت موقت عراق منتقل کرد. برمر در همان روز عراق را ترک کرد. او در سخنرانی تودیع خود که به طور زنده از تلویزیون عراق پخش می‌شد گفت: «من عراق را با خوشحالی نسبت به دستاوردهایمان ترک می‌کنم و مطمئنم که آینده شما پرامید است. بخشی از قلب من همیشه در این سرزمین زیبا میان دو رود با دره‌های حاصلخیز، کوه‌های پرشکوه و مردمان شگرف باقی خواهد ماند.»
شیوهٔ حکومت وی بر عراق انتقادهای زیادی را علیه وی برانگیخت. گزارش‌ها حاکی از آن است که مبالغ بسیار هنگفتی تحت حکومت وی گم شد. تلاش‌های او برای خصوصی‌سازی بخش اعظم زیرساخت و منابع زیرزمینی عراق با انتقادهای شدید همراه بوده است. بسیاری تصمیم وی مبنی بر انحلال ارتش را دلیل مهم افزایش حملات تروریستی علیه نیروهای آمریکایی در عراق می‌دانند.

## پس از برمر
پس از برمر، جان نگروپونت به عنوان عالی‌ترین مقام غیرنظامی در عراق انتخاب شد.